# Carioca
 Ovo je glavno značenje pojma Carioca. Za druga značenja pogledajte Carioca (razdvojba).
Carioca je naziv za ljude iz grada Rio de Janeira. Riječ je nastala od domorodačke sintagme jezika Tupi-Guarani koja znači kuća bijelog čovjeka( kuća=oca, bijeli čovjek=cari ).
Također, postoji i ples Carioca i planina Carioca.